# Accident ferroviari d'Ohio del 2023
L'accident ferroviari d'Ohio del 2023 va ser el descarrilament i consegüent explosió d'un tren de mercaderies que transportava productes químics perillosos, especialment clorur de vinil. Els fets van passar a la ciutat d'East Palestine, a Ohio, als Estats Units, el 3 de febrer de 2023.
La pèrdua de control del tren sobre les vies va provocar un incendi que va durar diversos dies. El 6 de febrer, per evitar noves explosions, els equips d'emergència van gestionar el foc en una crema controlada que va permetre l'alliberament controlat i gradual de productes químics tòxics. La crema va alliberar clorur d'hidrogen i el fosgen altament tòxic a l'aire, així com l'abocament d'altres compostos al riu Ohio. Va iniciar-se una resposta d'emergència massiva per part d'agències de tres estats amb l'evacuació obligatòria dels residents en una milla de radi.
L'esdeveniment no va registrar morts ni ferits immediats. Tanmateix, se l'ha considerat segons diverses fonts com una catàstrofe ambiental i de màxima gravetat, atesa la toxicitat química de la fuita i que un 10% de la població estatunidenca beu de la conca hidrogràfica del riu Ohio.

## Context
El tren descarrilat era el tren de mercaderies 32N de Norfolk Southern. Constava de 141 vagons carregats, nou vagons buits i tres locomotores, que anava des de la Terminal Railroad Association de St. Louis a Madison, Illinois fins a Conway Yard de Norfolk Southern a Conway, Pennsilvània.
Els trens no estaven equipats amb frens pneumàtics controlats electrònicament, cosa que un antic funcionari de l'Administració Federal de Ferrocarrils va dir que hauria reduït la gravetat de l'accident. El 2017, Norfolk Southern havia pressionat amb èxit perquè es deroguessin les normatives que n'exigien l'ús en trens que transportaven materials perillosos.

## Descarrilament

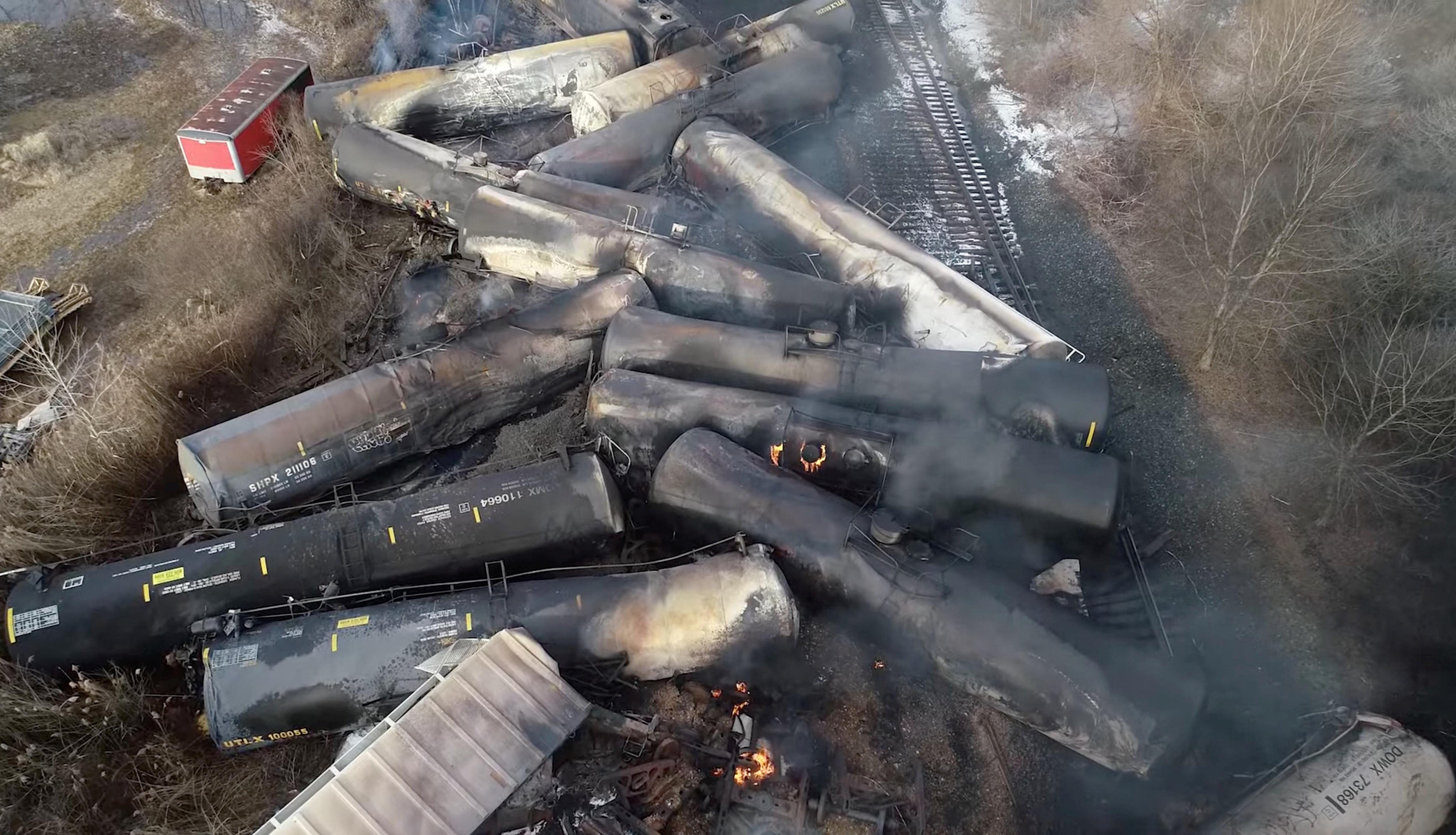
Vista dels vagons afectats en l'accident.

Uns 50 cotxes van descarrilar cap a les 20:55 de febrer de 2023, hora local, a East Palestine, una ciutat de 4.800 habitants a prop de la frontera entre Ohio i Pennsilvània. Vint dels 141 cotxes van ser classificats com a transport de materials perillosos, 14 dels quals portaven clorur de vinil. Altres substàncies químiques inclouen l'acrilat de butil, l'acrilat d'etilhexil, l'èter monobutílic d'etilenglicol, l'isobutilè, líquids combustibles i residus de benzè. Unes 48 hores després, la Junta Nacional de Seguretat del Transport va dir que tenia conclusions preliminars que indicaven que un problema mecànic en un eix d'un dels cotxes havia provocat el descarrilament.

## Resposta d'emergència

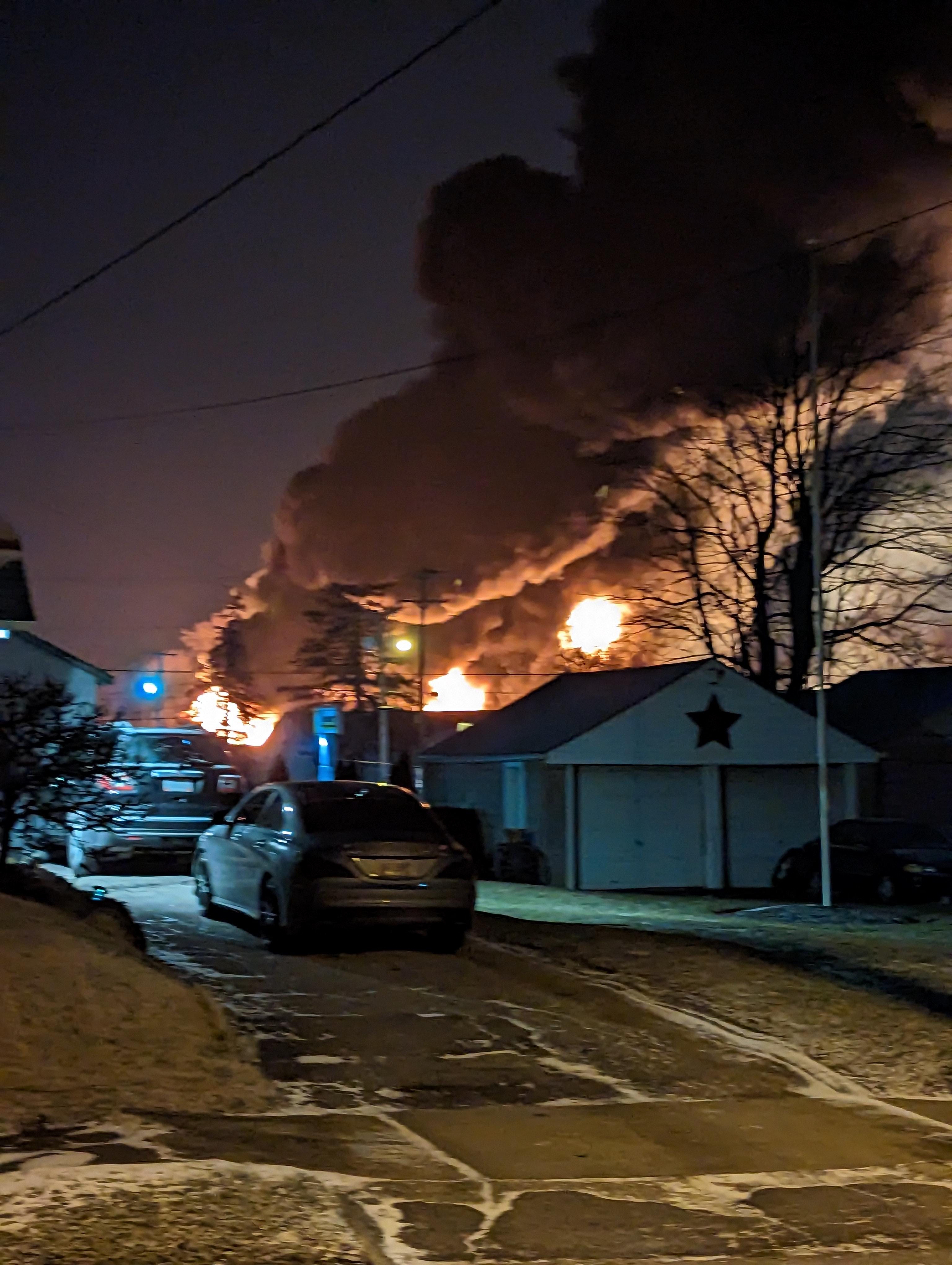

Gairebé 70 unitats d'emergència d'Ohio, Virgínia Occidental i Pennsilvània es van mobilitzar en resposta. L'alcalde d'East Palestrine, Trent Conaway, va declarar l'estat d'emergència.
El 5 de febrer, mentre els focs continuaven cremant, l'augment de la temperatura va fer témer una "falla catastròfica del vaixell cisterna que podria provocar una explosió amb el potencial de metralla mortal que s'havia escampat milla". El governador d'Ohio, Mike DeWine, va ordenar l'evacuació de tots els residents en un radi d'una milla i va activar la Guàrdia Nacional d'Ohio per ajudar les autoritats locals. DeWine va dir: "això és una qüestió de vida o mort". El governador de Pennsilvània, Josh Shapiro, va ordenar una evacuació a les zones del comtat de Beaver que vorejaven el lloc. Els funcionaris dels dos estats van començar a anar de porta a porta per evacuar els residents.
El 6 de febrer, els equips d'emergència van realitzar un alliberament controlat i una crema de productes químics tòxics a l'aire per evitar noves explosions. La crema va formar núvols negres per sobre de la zona i va alliberar fosgen i clorur d'hidrogen a l'aire. Els funcionaris van dir que les lectures de la qualitat de l'aire no mostraven res preocupant. Els residents dels propers comtats de Mahoning i Trumbull van informar d'una olor química a les seves zones. Els funcionaris de la regió de Youngstown van aconsellar als residents que es quedessin a l'interior de les cases.
El 9 de febrer, l'evacuació es va aixecar després que l'EPA dels EUA informés que l'aire dins i fora de la zona d'evacuació tornava als nivells normals, com es va veure abans del descarrilament del tren. Tot i que es van detectar toxines al lloc del descarrilament, fora de la zona no se n'hi van trobar. L'EPA d'Ohio va informar que els vagons del tren havien vessat toxines als rius navegables, però l'aigua potable era segura.

## Impacte i reaccions
El descarrilament del tren va reactivar la discussió nacional sobre les condicions de treball de la indústria i els problemes de seguretat: manca de regles modernes de seguretat dels frens, ferrocarril programat de precisió (PSR), reducció de treballadors ferroviaris per tren i augment de la longitud i el pes dels trens. Alguns van criticar les companyies de trens per no invertir en el manteniment dels trens per evitar accidents, mentre aquestes empreses fan recompra d'accions.

### Riscos potencials per a la salut
La por i la incertesa van persistir en alguns residents després que la zona fos declarada segura a causa dels riscos d'exposició a llarg termini a productes químics perillosos residuals. Circulaven nombrosos informes de nens malalts i animals domèstics malalts o morts i animals salvatges. Els materials alliberats durant l'incident es van observar després de les tempestes i es van detectar en mostres de Sulphur Run, Leslie Run, Bull Creek, North Fork Little Beaver Creek, Little Beaver Creek i el riu Ohio. Es va observar que el producte oliós es filtrava al sòl i el personal de resposta d'emergència va observar impactes sobre la vida aquàtica.
Els experts també van mostrar preocupació per les dioxines que es poden produir en la combustió del clorur de vinil i el clorur de vinil residual sense cremar. Els contaminants gasosos es dissipen ràpidament a l'aire, però la dioxina és persistent.

## Legalitat
El 8 de febrer, diverses empreses i residents van presentar tres demandes col·lectives contra Norfolk Southern Railway. Una d'elles sol·licita que Norfolk Southern pagui les revisions mèdiques i l'atenció relacionada amb qualsevol persona que visqui amb un radi de 30 milles del descarrilament, per determinar els possibles efectes de les substàncies vessades.

### Detenció d'un periodista
El 8 de febrer, Evan Lambert, un periodista de NewsNation, va ser abordat per dos soldats estatals de la Patrulla de Carreteres d'Ohio i el major general John C. Harris Jr. del Departament de l'Adjunt General d'Ohio per haver estat "cridaner" durant el seu informe mentre informava en directe a un gimnàs darrere de la roda de premsa de DeWine. Es va produir un enfrontament entre el major general Harris i Lambert. Els agents de l'estat i altres autoritats properes van intervenir llavors en un intent de separar-los, tot el que va ser capturat en imatges d'un telèfon mòbil i una càmera corporal properes. Harris va declarar més tard als agents que Lambert s'havia acostat a ell d'una "manera agressiva" i que "instintivament li vaig posar les mans al pit per evitar que em toqui, cosa que sentia que era inevitable si no m'hagués protegit". Finalment, Lambert va ser traslladat fora del gimnàs, llançat a terra i arrestat. Va ser acusat d'un delicte i conducta desordenada i va ser posat en llibertat més tard al mateix dia. El governador DeWine va denunciar l'esdeveniment criticant les accions de les autoritats afirmant que Lambert "tenia dret a informar" i va condemnar qualsevol obstrucció de les autoritats a la premsa afirmant: "Això és certament incorrecte i no és res que jo aprovi. De fet, ho desaprovo amb vehemència."